# 잠언
잠언(箴言, 히브리어: מִשְלֵי, 그리스어: Παροιμίαι, 영어: Book of Proverbs), 혹은 솔로몬의 잠언은 구약성경의 하나로 타나크에선 케투빔, 구약성경에서는 지혜문학으로 분류된다.
잠언은 어떻게 살아야 하는지에 대해 천년 넘게 기록된 선집들을 모아 만든 모음집으로 인식된다. 삶의 다양한 가치들과 무엇이 옳은 행동이고 삶의 방식인지에 대한 가르침을 기록하고 있으며, "여호와를 경외하는 것이 지혜의 근본"이라는 말로 그 내용을 요약할 수 있다.
유다왕 히즈키야의 신하들이 편집한 것으로 본다. 야훼을 경외함으로 지혜로운 삶을 강조하고 있다.

## 명칭
잠언의 제목은 1장 1절의 '솔로몬의 잠언이라' 하는 부분에서 따온 것이다. 원어인 '미쉴레이(משלי)'는 다스리다라는 뜻의 '마샬'(משל)에서 온 동사이다. 번역어인 잠언(箴言)은 고대 중국의 문헌인 '잠(箴)'에서 온 것으로, 침(鍼)과 같은 뜻이다. 찌르는 말이라는 뜻이다. 영어 proverb는 격언, 속담 등의 의미를 가진다.

## 저자와 저작연대
본서의 대부분에서 솔로몬이 저자임을 밝히고 있으나, 전부가 그의 저작인 것은 아니다. 본서 자체도 본서가 여러 사람의 잠언을 모은 것임을 강조 하고 있다. 1장 1절에는 "솔로몬의 잠언"이라고 명시하여 본서가 대체적으로 솔로몬의 저작임을 말하고 있지만, 25장 1절에 보면 히즈키야 왕의 신하들이 편집한 것이라고 분명히 밝히고 있다. 30장 1절을 보면 야게의 아들 아굴의 잠언 이라고 말하고 있으나 아굴에 대해선 성경학자들도 누구인지 전혀모른다. 또 31장 1절을 보면 그 잠언은 르므엘왕의 어머니의 잠언이라고 말하고 있으나 이 또한 누구인지 전혀모른다.

## 구조

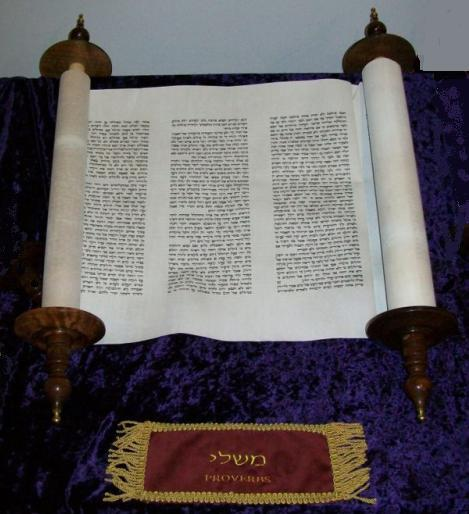
잠언을 담은 스크롤

책의 구조는 다음과 같이 나누는데, 보통 저자를 기준으로 구분한다.
| 장과 절     | 저자                      | 서두(개역개정)                                              |
| ----------- | ------------------------- | ----------------------------------------------------------- |
| 1-9         | 솔로몬                    | 다윗의 아들 이스라엘 왕 솔로몬의 잠언이라                   |
| 10-22:16    | 솔로몬                    | 솔로몬의 잠언이라                                           |
| 22:17-24:22 | 미상(아멘엠오페)          | 너는 귀를 기울여 지혜 있는 자의 말씀을 들으며               |
| 24:23-24:34 | 미상                      | 이것도 지혜로운 자들의 말씀이라                             |
| 25-29       | 솔로몬(히즈키야시대 수정) | 이것도 솔로몬의 잠언이요                                    |
| 30          | 아굴                      | 이 말씀은 야게의 아들 아굴의 잠언이니                       |
| 31:1-31:9   | 르무엘의 어머니           | 르무엘 왕이 말씀한 바 곧 그의 어머니가 그를 훈계한 잠언이라 |
| 31:10-31:31 | 미상                      | 누가 현숙한 여인을 찾아 얻겠느냐                            |

## 구성

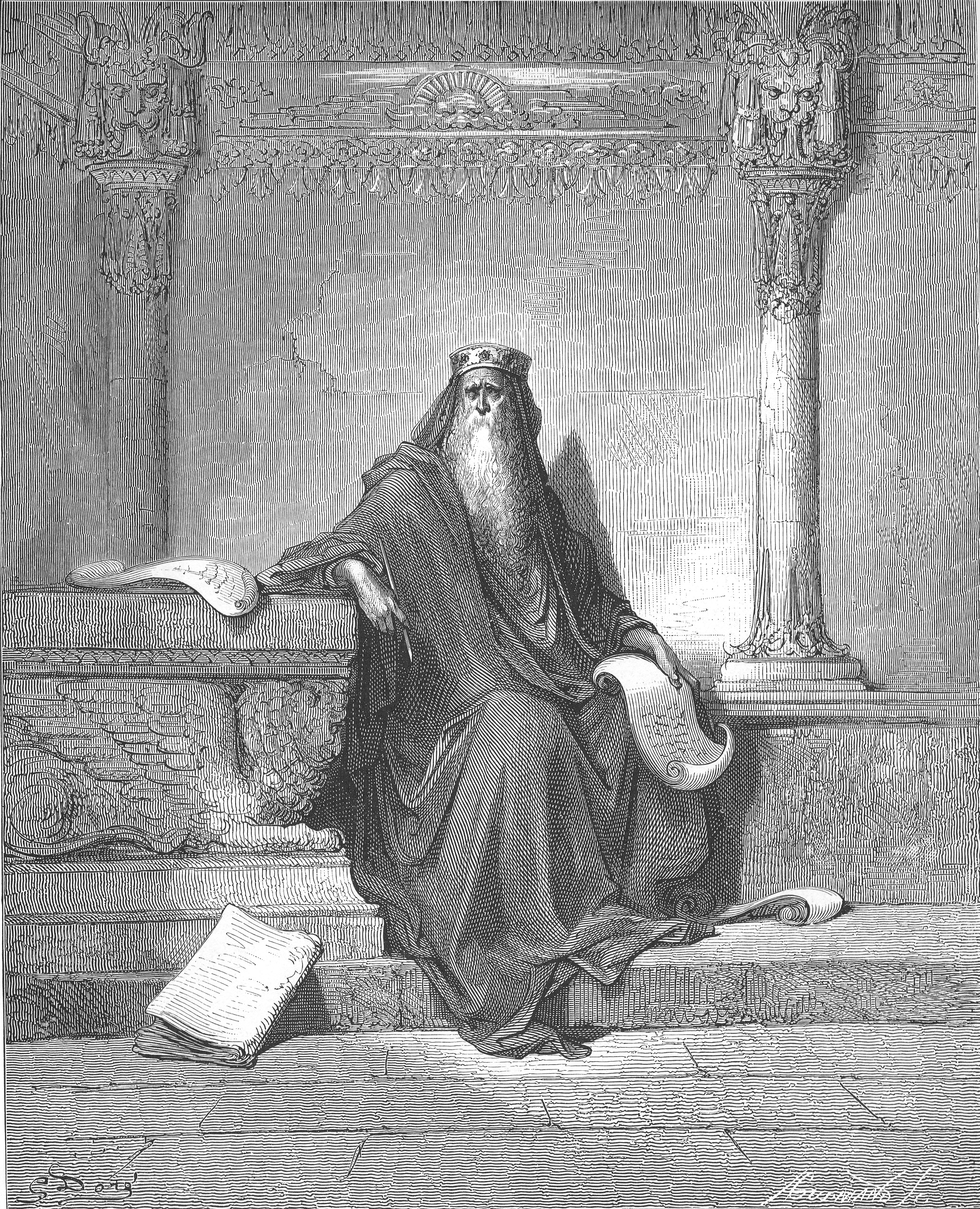
노년의 솔로몬. 귀스타브 도레의 1866년 그림.

잠언은 크게 여섯 단락으로 구분할 수 있다. "솔로몬의 잠언"이라고 시작하는 1장에서 9장까지의 내용은 페르시아제국 점령기나 헬레니즘 시대까지 편집이 계속 이루어진 것으로 추정한다. 개중에는 메소포타미아의 점토판에서 발견된 내용과 병행되는 구절도 있어 솔로몬 개인이 모두 창작했다기보다 고대 근동 세계의 다른 잠언들을 참고해 기록한 것으로 본다. 두 번째 단락인 10-22:16은 "솔로몬의 잠언"이라는 내용으로 시작된다. 세 번째 단락인 22:17-24:22는 지혜로운 자의 잠언이라며 내용이 시작하는데, 이 부분의 대부분은 기원전 2천년기 이집트의 작품인 《아멘엠오페의 교훈》에서 가져온 것이다. 우선 아람어로 번역된 뒤 히브리어 저자들이 이를 참고하여 잠언에 넣은 것으로 추정한다. 24장 23절에서도 다시 "지혜로운 자들"의 잠언이라며 내용이 시작되고, 25장 1절에서는 히즈키야의 신하들이 편집한 솔로몬의 잠언이라는 내용으로 다시 시작되어 이 부분은 액면 그대로 기원전 8세기 후반 히즈키야의 치세에 수집된 것으로 본다. 아굴의 잠언인 30장, 르무엘의 어머니의 잠언인 31장 초반부, 현숙한 아내의 덕목을 기술한 31장 후반부는 나머지 부분과 비교할 때 글의 양식이나 표현 등 스타일이 다르다.따라서 이 부분은 부록으로 첨가된 것으로 이해한다.
상기했듯 잠언과 같은 지혜문학은 고대 근동 세계에서 널리 쓰이고 읽히던 문학 장르 중 하나이다. 이집트와 메소포타미아에서 발굴된 여러 잠언들과 비교할 때 구약성경의 잠언은 고대 근동의 세계에서 공유하던 소위 국제적인 잠언들을 적극적으로 수용한 것으로 본다. 이와 같은 지혜문학은 왕가나 귀족의 집에서 자녀들을 교육하고 삶의 지침을 구할 때 주로 읽힌 것으로 보나, 작은 마을의 평민 가정에서도 지혜문학을 읽은 것으로 확인되었다.

## 주제

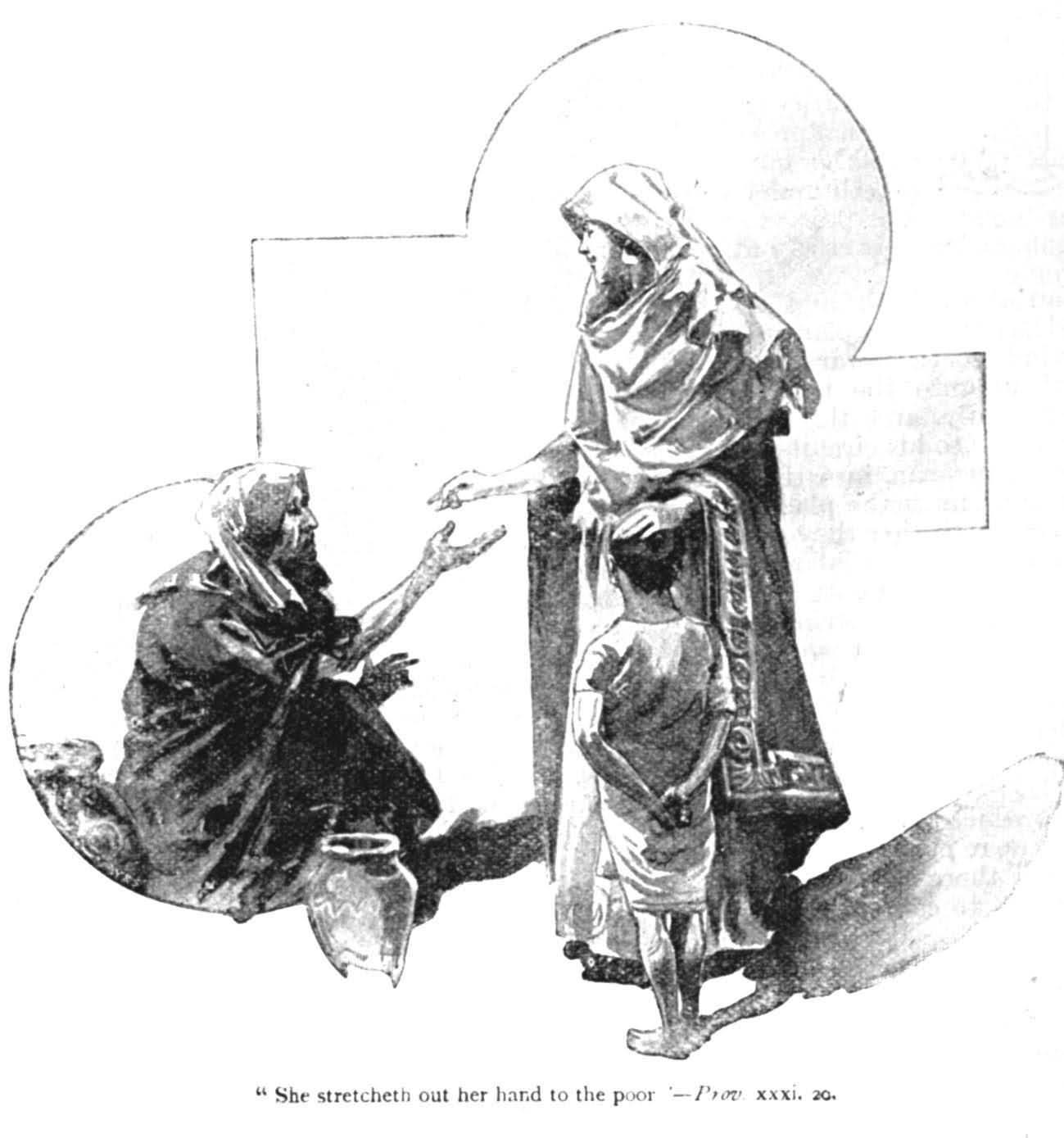
'곤고한 자에게 손을 펴며 궁핍한 자를 위하여 손을 내미는 여인', 31장 20절

구약성경의 다른 지혜문학인 욥기와 전도서에서 볼 수 있듯, 잠언 역시 도덕적 가치, 인간 삶의 의미, 정의에 대한 질문을 제기한다. 욥기, 잠언, 전도서는 성직자들 뿐 아니라 평민들의 삶에도 직접적으로 연관된 주제를 가지고 이야기한다. 지혜문학이 다루는 문제는 동시대의 고대 그리스 철학에서 다룬 문제들과도 유사하다.
서기 1세기 후반의 랍비 양성기관에서는 잠언을 거의 가르치지 않았는데, 이것은 책이 일부 자기모순성을 띄기 때문이었다. 일례로 26장 4절에서는 '미련한 자의 어리석은 소리에 대꾸하지 마라'라는 가르침을 전하는 반면, 바로 다음절에서는 '미련한 자에게 똑같이 어리석은 말로 대답하라'라는 가르침이 나온다. 그 외에도 1-9장에서는 야훼에 대한 두려움이 지혜의 시작이라는 주제를 담고 있는 반면, 그 뒤부터 아굴의 잠언 이전까지는 신학적인 면모가 덜하고 세속적인 방식으로 지혜를 기술한다는 점도 지적되었다.
잠언은 지혜를 추구하며, 그 지혜가 하나님에 대한 경외심에서 나온다고 보았다. 야훼가 하늘과 땅을 창조하기 전에 지혜를 먼저 창조하였고, 지혜를 가지고 모든 것을 창조하였다고 적는다. 인간은 창조 질서에 순응함으로써 삶을 영위하고 번영할 수 있기 때문에, 지혜를 추구하는 것이 종교적 삶의 본질이자 목표인 것으로 이해한다.
잠언이 묘사하는 인생에는 회색지대란 없다. 규칙에 따라 사는 삶은 보상을 가져오고, 규칙을 벗어나는 삶은 재앙을 가져온다. 반면 욥기와 전도서는 잠언의 이러한 특징과는 정반대의 모습을 보인다. 이들은 지혜를 존중해야한다는 점 외에는 세상의 모순된 부분을 조명하는 등 잠언과 다른 주제의식을 보인다. 또 한가지 주목할만한 점은, 이 책에서는 야훼의 절대자로서의 면모를 이스라엘 민족의 역사와 관련지어서 설명하는 부분이 없다는 점이다. 이는 다른 지혜문학에서도 거의 나타나지 않는다. 신의 계시에 호소하는 구약성경의 다른 책들과는 달리, 이들은 삶을 관찰하고 경험과 합리에 근거한 가르침을 주로 전한다.

## 목적
목적은 "지혜와 훈계를 알게 하며, 그 행동을 훈계하도록 하고, 어리석은 자와 젊은 자에게 지식과 근신함을 주고, 잠언과 비유와 지혜있는 자의 말과 그 오묘함을 깨닫도록 한다."라고 머릿말에 기록하고 있다. 이는 독자가 지혜로운 삶을 깨닫도록 하기 위함이다.